# Le Baiser enfantin
Le Baiser enfantin ("Il bacio infantile") è un dipinto realizzato dal pittore francese Jacques-Eugène Feyen nel 1865.
Dopo essere stato esposto a Parigi al Salone del 1865, venne acquisito dal palazzo di belle arti di Lilla. Venne esposto al Mémorial ACTe, in Guadalupa, per la mostra Le Modèle noir, de Géricault à Matisse.

## Descrizione
Due bambini si trovano tra le braccia di due giovani donne, che probabilmente sono le loro nutrici. L'una bianca, l'altra nera, sono sedute fianco a fianco sul medesimo posto a sedere. Uno dei due bimbi, una bambina, dà un bacio all'altro, un maschietto, che sembra sorpreso. La bimba indossa una cuffia bianca, mentre il bimbo porta un berretto blu scuro con una piuma rossa.
La nutrice bianca è vestita all'alsaziana e indossa una cuffia nera. La nutrice nera indossa degli abiti rossi, degli orecchini dorati e un fazzoletto giallo in testa. Nello sfondo grigio con un paesaggio, al di là di una barriera, si intravedono alcuni alberi e una coppia di statue a sinistra. La firma del pittore (EUG. FEYEN), che si trova sopra la data (1865), è scritta sul muro di pietra a destra.
La nutrice nera potrebbe essere stata dipinta prendendo come modella Laure, la stessa donna ritratta da Manet nel suo dipinto Olympia.